# Bräkenskorpa
Bräkenskorpa (Cryptomycina pteridis) är en svampart som först beskrevs av Johann Friedrich Rebentisch, och fick sitt nu gällande namn av Franz Xaver von Höhnel 1917. Enligt Catalogue of Life ingår Bräkenskorpa i släktet Cryptomycina, divisionen sporsäcksvampar och riket svampar, men enligt Dyntaxa är tillhörigheten istället släktet Cryptomycina, klassen Sordariomycetes, divisionen sporsäcksvampar och riket svampar. Arten är reproducerande i Sverige. Inga underarter finns listade i Catalogue of Life.

## Källor

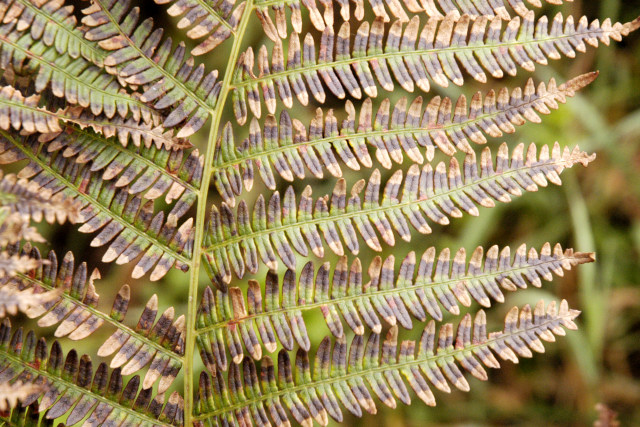
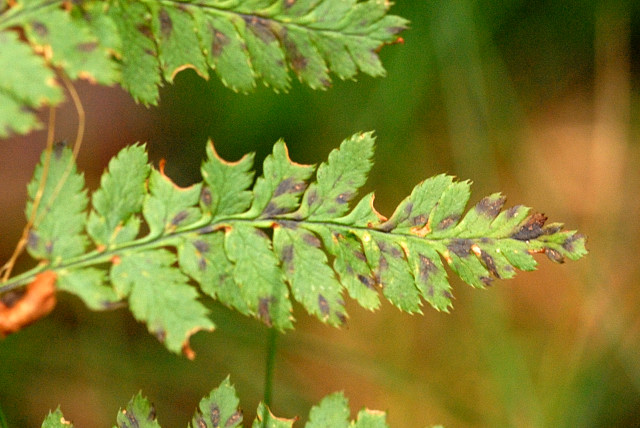